# 和文タイプライター

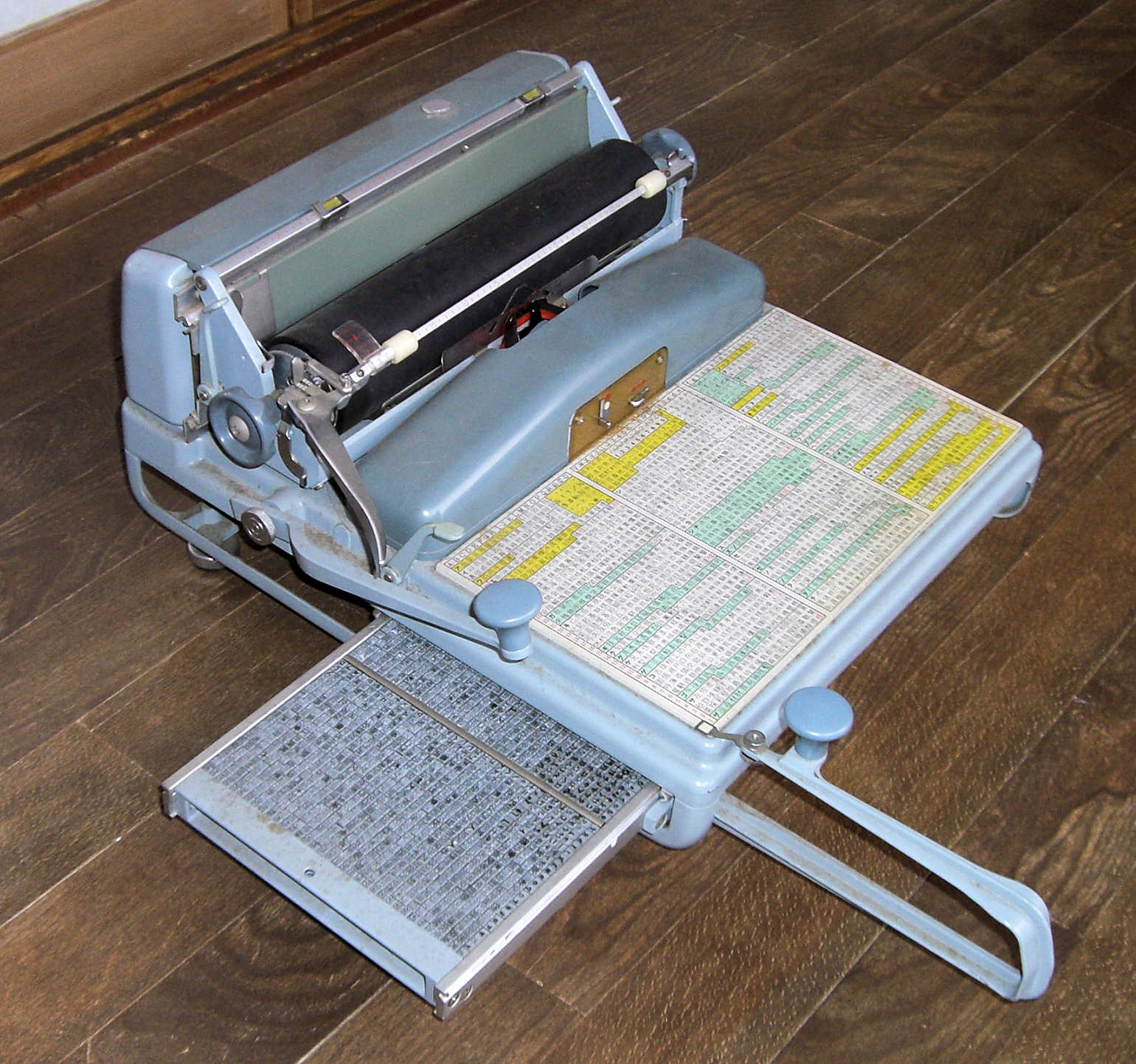
「小型邦文タイプライターSH-280」（日本タイプライター株式会社製造）

和文タイプライター（わぶんタイプライター）は、和文（日本語）の文章を活字体で作成する機械装置である。杉本京太によって発明され、1915年（大正4年）に「邦文タイプライター」（2400文字）としてその原型が製品化されて以降、ワードプロセッサ登場以前に長い間使用されていた。和文タイプと略称される。

## 構造
この装置は、英文タイプライターに見られる活字の付いたアームやキーボードは存在せず、活字の詰まった上下左右にスライドするバケット部と、それを機械的に取り出して、原稿にインクリボン越しに打ち付けるピックアップ、そしてその固定されたピックアップの下のバケット部に納められた活字の配列に対応した配列ボード（印刷してあるだけのシール）上で、現在ピックアップ出来る唯一の活字を示すファインダー（バケット部に固定され、上下左右に操作すると、それに応じてバケット部が動く）から成っており、後はピックアップを動作させるトリガーボタンが付いていた。
日本語文章の構成に必要な文字の数は、欧文のアルファベットと比較して膨大であり、「1文字1キーで対応する」という欧文タイプライターの考えを単純に拡張しただけでは機構的に複雑になり過ぎ、実用化困難だと考えられていた。杉本は発想を転換し、「キーによる盤面操作で活字箱から任意の活字を取り出す」という機構を発明した。
タイプライターと銘打っているが、あくまでも清書用で、欧文タイプライターのように文章を考えながら高速で文字を入力するようなことは叶わず、ましてやキーを見ないで入力するタッチ・タイピングなどは不可能であった。このような文字入力の技術的限界から、日本語の表記をローマ字化してしまおうと主張した人々さえ存在した（この主張はローマ字論と呼ばれる）。この制約を乗り越えるには、1978年（昭和53年）の東芝JW-10ワードプロセッサの登場を待たなければならなかった。

## 取り扱いと用途

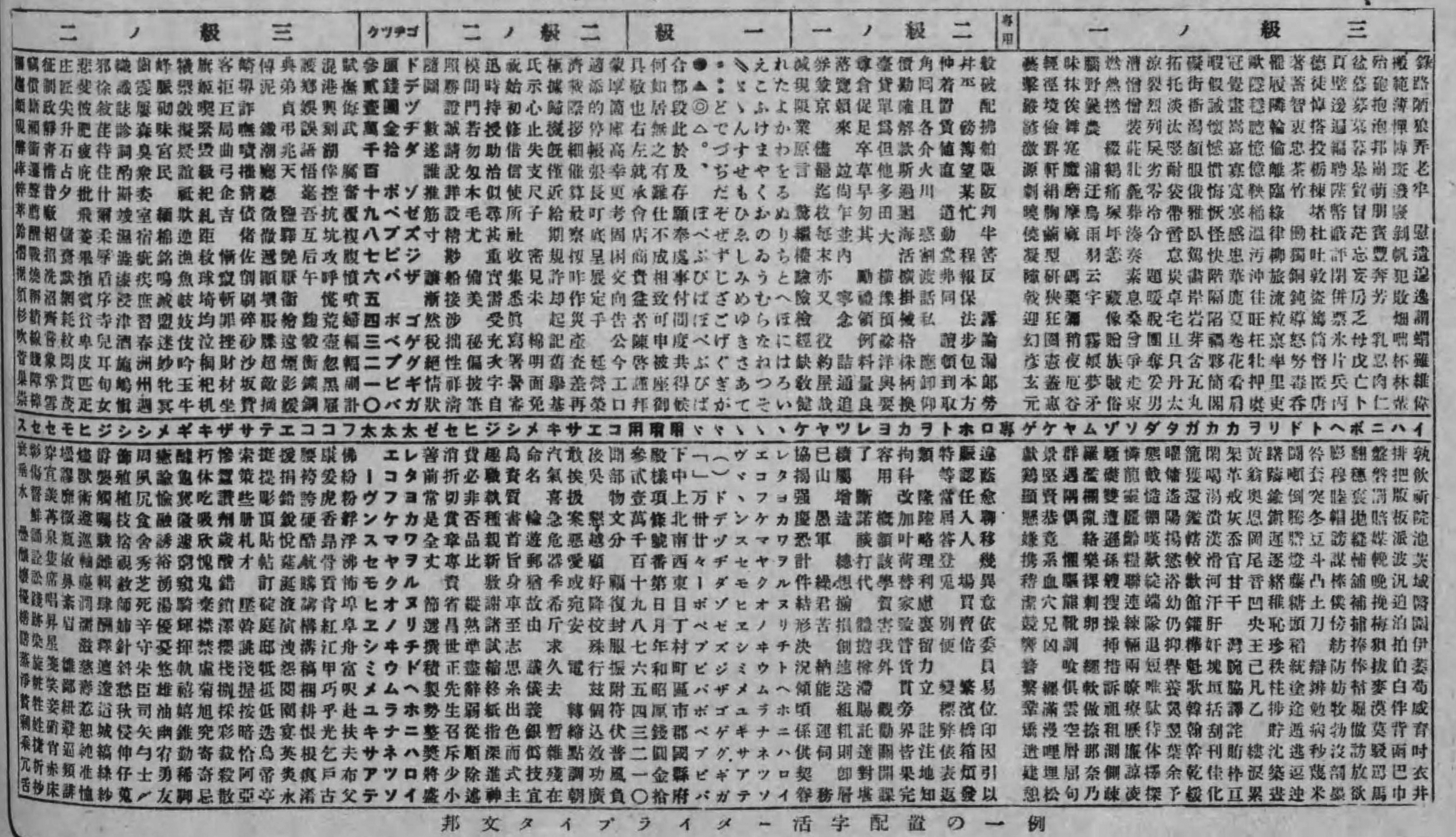
邦文タイプライター活字配置の一例（1935年<昭和10年>）いろは順配列。使用頻度順に一級～三級でまとめられている。漢字は右下から音読みのいろは順

この活字配列は決まっているものの、最低でも1000を越え、小型汎用機種でも大抵は2000を越える漢字を含む活字から、適切な文字を探して一文字ずつ打ち込んで行くため、かなりの技能が必要とされた。
作成した原稿は、印刷屋で写植印刷に用いられたり、青写真コピーでプリントされ、後には複写機も利用された。
1930年（昭和5年）からは和文ライノタイプも開発されて、長きにわたって、日本の官公庁における書類の作成や印刷業界の版下制作を支えていた。
特に書類作成では、汎用型機の普及にもよって、学校などの公共機関や企業が内外の関係者に配布する書類や連絡文章の作成に威力を発揮し、1970年代以前においては手書きによる謄写版と並行して、事務用品としての一定の地位を得ていた。
しかし、活字を探し出したりと扱いが難しく、また文字の打ち間違いを後から修正することは困難で、横転させようものならバケット内の活字が皆飛び出して散乱してしまい、それを並べ直すだけでも専門の技術者を必要とするなど、持ち運びにも不便な上に作動音も大きく、1980年頃から次第に日本語ワードプロセッサーが普及するにつれ姿を消していった。
和文タイプライターの活字配列は、検定に使用する場合も含め、一般的に五十音順であったが、自衛隊ではいろは順であった。陸上自衛隊では1968年（昭和43年）に文書科のタイピストとして女性の曹士自衛官を受け入れ隊内で検定を行ったが、活字配列が違うため退職後に民間に再就職する際は資格取得が難しかった。なお1980年代に廃止された後、任期満了退職者等以外は戦闘職種以外に転科させる措置があった。
1980年代以降、急速にワードプロセッサが低価格化で普及していく中で次第に姿を消していった和文タイプライターであるが、その過渡期の1980年（昭和55年）に、沖電気からレターメイト80という日本語タイプライターを電子化した製品（同社の名称は「日本語電子タイプライター」）が発売されている。この当時の価格で185万円する機器は、黎明期にあった同年代の日本語ワードプロセッサよりも安価（1/3から3/5程度）で、日本語タイプライターの文字盤を入力機器として、付属で本体にケーブル接続された専用ペンでタッチすることで文字を選択し、入力することができた。また、入力された文章をミニフロッピーディスク（5インチディスク。当時の標準は8インチだった）にデータとして記憶することで、従来の和文タイプライターが苦手とする校正作業を行えるようになっていた。

## 資格
2025年（令和7年）現在、和文タイプライターの資格は廃止されて久しいが、かつては以下のような検定試験が各種団体によって実施されていた。
- 日商和文タイピスト技能検定試験 - 日本商工会議所主催。1級～5級。1954年（昭和29年）～1987年（昭和62年）[3]。
- 全商和文タイプ実務検定試験 - （財）全国商業高等学校協会主催。1級～4級。1960年（昭和35年）～1989年（平成元年）[4]。
- 全タイ連和文タイピスト技能認定試験 - 全国タイピスト学校連盟主催。1級～5級。日商検定受検の目安。
- 日タイ連和文タイプ技能検定試験 - 日本タイピスト学校連盟主催。1級～5級。